# Oregon Coast Range
Die Oregon Coast Range ist eine fast 500 Kilometer lange Gebirgskette im US-Bundesstaat Oregon, die zur Reihe der Gebirgszüge entlang der nordamerikanischen Pazifikküste gehört. 

## Geographie
Das Gebirge besteht aus einer unregelmäßigen, bis zu 1249 Meter hohen Bergkette, die vor allem nach Westen einige Ausläufer hat. Die Coast Range wird in die vom Columbia River bis zum Salmon River reichende  Northern, in die vom Salmon bis zum Umpqua River reichende Central und in die vom Umpqua bis zum Coquille River reichende Southern Coast Range unterteilt. Die Grenze zu den nördlich gelegenen Willapa Hills in Washington bildet der Columbia River, im Osten werden etwa zwei Drittel  vom Willamette Valley begrenzt, während der südliche Teil in die Klamath Mountains und in die Kaskadenkette übergeht. Zahlreiche Flüsse wie der Nehalem, Alsea, Siletz, Siuslaw, Umpqua und Coquille River entspringen in der Coast Range und münden in den Pazifischen Ozean.

## Geologie
Die Gebirgskette ist durch plattentektonische Kräfte entstanden. Dabei entstanden  vor 50 Millionen Jahre eine Reihe von Vulkaninseln, die mit der nordamerikanischen Platte kollidierten und das Gebirge auffalteten. Die heute stark erodierten Vulkane bilden zahlreiche der Vorsprünge und Kaps entlang der Küste wie bei Cape Lookout.

## Klima
Durch die Nähe zum Pazifik herrscht in der Coast Range ein maritimes Klima. Die durchschnittlichen Temperaturen sind gemäßigt und reichen von 5 °C im Januar bis 14 °C im Juli, wobei die Temperaturen in höheren Lagen abnehmen. Die westlichen Winde bringen feuchte Luftmassen vom Meer her, die sich als Steigungsregen an der Westseite der Coast Range abregnen. Je höher die Lage ist, umso höher sind die Niederschläge. Die jährlichen Niederschläge reichen von bis zu 3000 mm auf der westlichen Seite bis zu 1500 mm im Regenschatten im Osten, wobei die Sommer relativ trocken sind. Der Niederschlag fällt meist als Regen, eine geschlossene Schneedecke ist selten.

## Flora

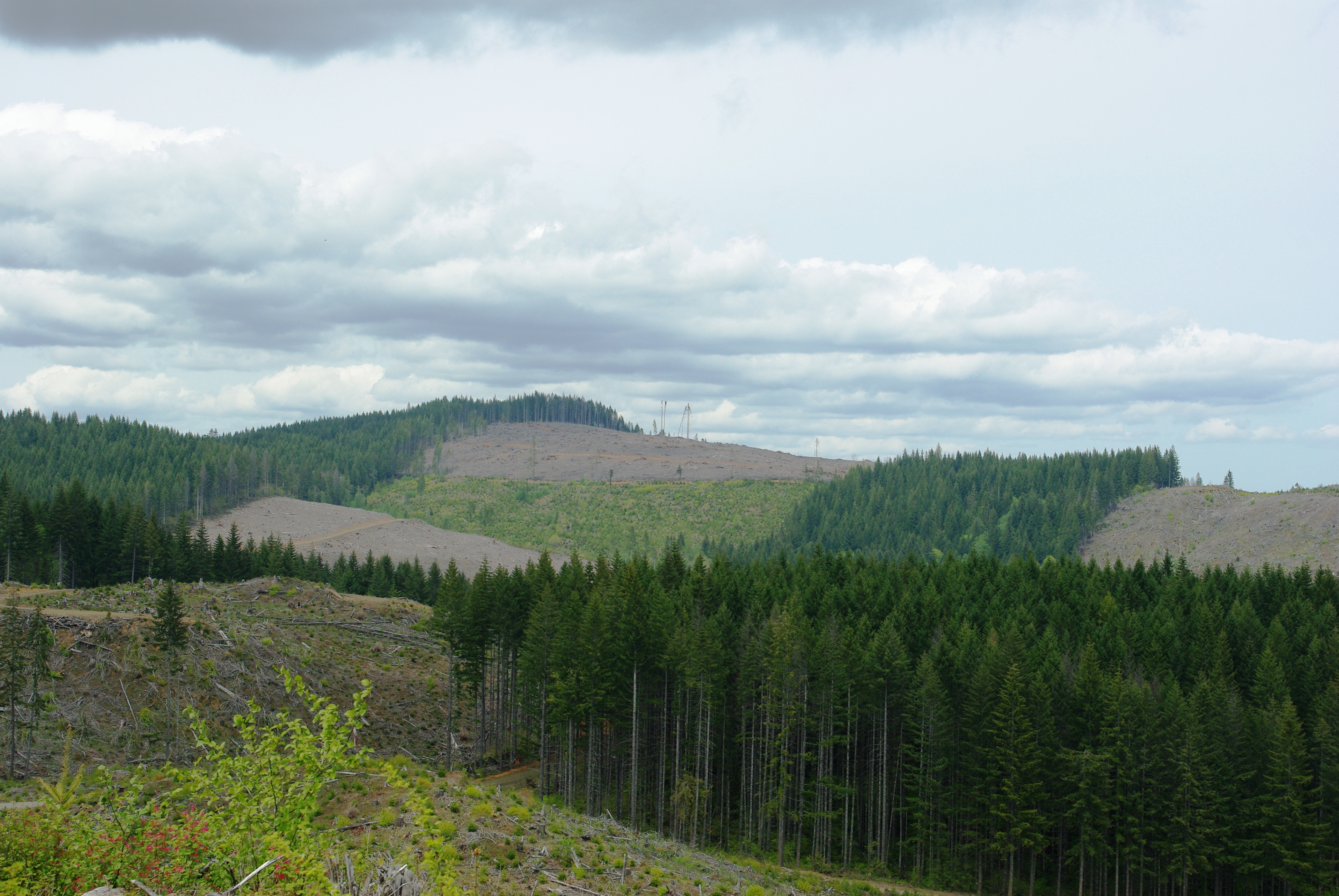
Abgeholzte Flächen in der Northern Oregon Coast Range

Zur ursprünglichen Vegetation gehören Urwälder aus Sikta-Fichten, westamerikanischen Hemlocktannen und Douglasien. Die Wälder bestehen heute aber fast vollständig aus Sekundärwald, da der ursprüngliche Urwald abgeholzt wurde. Urwaldreste findet man u. a. in der Northern Coast Range im Ecola, Oswald West und Cape Lookout State Park sowie in den drei insgesamt 90 km² großen Wilderness Areas des Siuslaw National Forest, zu dem große Teile der dicht bewaldeten Coast Range gehören.

## Die höchsten Gipfel
- Marys Peak (1249 m)
- Rogers Peak (1130 m)
- Grass Mountain (1098 m)
- Laurel Mountain (1094 m)
- Bone Mountain (1079 m)
- South Saddle Mountain (1056 m)
- Larch Mountain (1052 m)